# Rezerwat przyrody Wilczy Szlak
Rezerwat przyrody Wilczy Szlak – dawny, częściowy rezerwat przyrody położony na terenie gminy Narewka w województwie podlaskim, od 1996 roku w granicach Białowieskiego Parku Narodowego. Miejsce, w którym leżał rezerwat, nosi nazwę Uroczysko Wilczy Szlak.
- Akt powołujący: Zarządzenie Ministra Leśnictwa i Przemysłu Drzewnego z dnia 16 października 1979 r. (M.P. z 1979 r. nr 26, poz. 141)
- Powierzchnia według aktu powołującego: 48,69 ha[2]
- Rok powstania: 1979[2]
- Rok likwidacji: 1996 (włączony w skład Białowieskiego Parku Narodowego)
- Rodzaj rezerwatu: leśny[2]
- Przedmiot ochrony: fragment Puszczy Białowieskiej, odznaczający się dużym udziałem wyjątkowo dorodnych dębów z licznymi okazami pomnikowymi[2]. Dęby posiadają gładkie bezsęczne pnie[2]. Ich wysokość dochodzi do 40 m[2]. Okazy pomnikowe osiągają pierśnicę 1,5 m[2].

Jest to teren równy, z niewielkimi wzniesieniami i zabagnionymi obniżeniami. Wznosi się średnio na 154 m n.p.m. Niedaleko przepływa rzeka Hwoźna.
Na terenie byłego rezerwatu dominują stanowiska grądowe. Występuje także: ols, zbiorowiska borowe i las bagienny. Oprócz dębów znaleźć można też takie drzewa jak: świerk, grab, klon zwyczajny, lipa, topola osika, jesion wyniosły, olsza, brzozy – omszona i brodawkowata, sosna zwyczajna.
Z roślin zielnych rosną tu: czartawa drobna, czyściec błotny i leśny, gwiazdnica gajowa i wielkokwiatowa, jaskier wielki, kokoryczka wielkokwiatowa, konwalijka dwulistna, kosaciec żółty, łuskiewnik różowy, marek szerokolistny, marzanka wonna, pępawa błotna, podagrycznik pospolity, szczawik zajęczy, trzcinnik leśny i lancetowaty, turzyca odległokłosowa i pospolita, widłak jałowcowaty, zawilec gajowy, żabieniec babka wodna, żywiec cebulkowy; w wodach – okrężnica bagienna i rzęsa drobna oraz mchy – tujowiec tamaryszkowaty i widłoząb miotłowy.
Spotykane tu ssaki: jelenie, dziki, sarny, żubry, wilki i rysie (okazjonalnie).
Przez teren, w którym leżał rezerwat, biegnie zielony pieszy szlak turystyczny „Wilczy Szlak” o długości 11,5 km.